# Kaaliské krátery
Kaaliské krátery, resp. Krátery v Kaali jsou skupina devíti impaktních kráterů v Kaali na estonském ostrově Saaremaa.
Největší z kráterů měří 110 metrů v průměru a v jeho středu je jezírko Kaali järv. Meteor se rozpadl ve výšce asi 5 až 10 km. Skupina meteorů o celkové hmotnosti 20 až 80 tun (některé zdroje mluví až o 1000 t) dopadla rychlostí 10 až 20 km/s pod úhlem 35° z východoseverovýchodu. Největší z nich vytvořil kráter o hloubce 16 metrů. Osm dalších dopadlo do vzdálenosti 1 km od největšího. Vytvořily krátery s průměry od 12 do 40 m a hloubkami od jednoho do čtyř metrů.

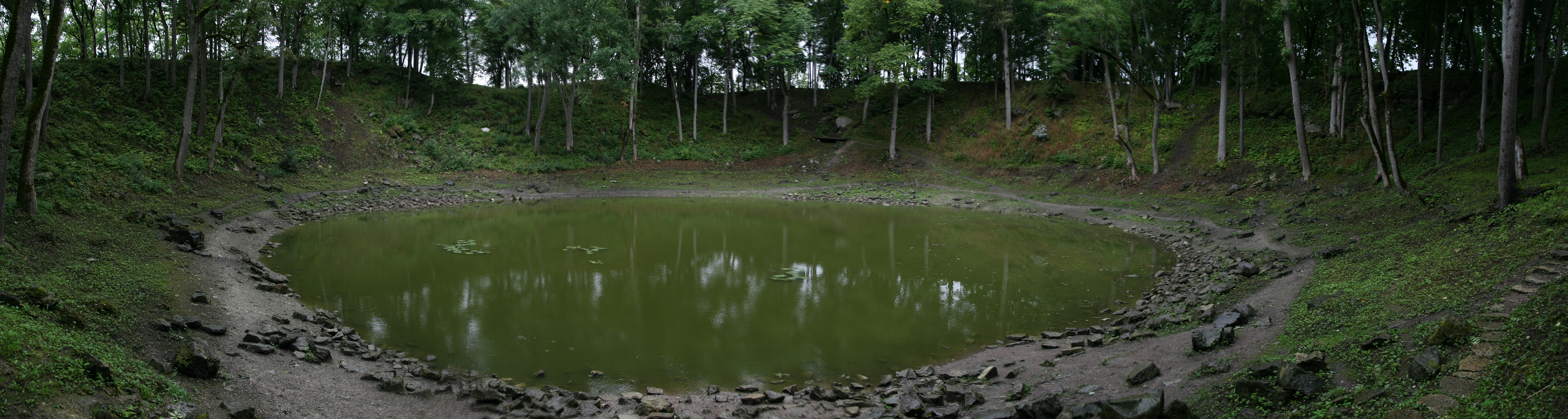
Největší z kráterů v Kaali

Výbuch, při kterém krátery vznikly, nastal přibližně 660±85 př. n. l. Energie uvolněná při dopadu, 4,7 TJ (1 až 2 kt TNT, některé zdroje uvádějí až 20 kt TNT) spálil les v okruhu šesti km.
Jezero bylo v pravěku považováno za posvátné. Archeologické nálezy dosvědčují, že bylo po mnoho století obětištěm. Jezero bylo obehnáno valem o délce 470 m, šířce 2,5 metru a výšce dvou metrů.[zdroj?]

## Výbuch v mytologii
Finská mytologie obsahuje příběhy, které mohou popsat události u Kaali. Kalevala vypráví o zlém čaroději Louhim, který ukradne lidem Slunce a oheň, čímž způsobí temnotu. Bůh nebes Ukko nařídí vyrobit nové Slunce z jiskry. Při jeho výrobě ale jiskra spadne z nebes a zasáhne zemi a Alueské jezero, jehož vody se zvednou. Hrdinové místo dopadu popisují jako někde za Něvou, což je z Karélie směr, kterým leží Estonsko. Vydávají se tím směrem a získají oheň z lesního požáru.
Podle teorie Lennarta Meriho může legendární ostrov Thule, prvně zmíněný Pýtheem z Massalie odpovídat ostrovu Saaremaa. Jeho název „Thule“ by mohl pocházet z finického kořenu „tule“ pojící se s ohněm.[zdroj?]
Také estonský folklór popisuje zrození kráterového jezera v Kaali. Kaali má být místem, „kam chodí Slunce spát“.[zdroj?]
Po kráterech je pojmenována planetka 4227 Kaali.

## Další informace
Kolem hlavního kráteru je vybudovaná naučná stezka a poblíž je také muzeum Kaali meteoriitika- ja paekivimuuseum (Muzeum meteoritů a vápence v Kaali).

## Galerie

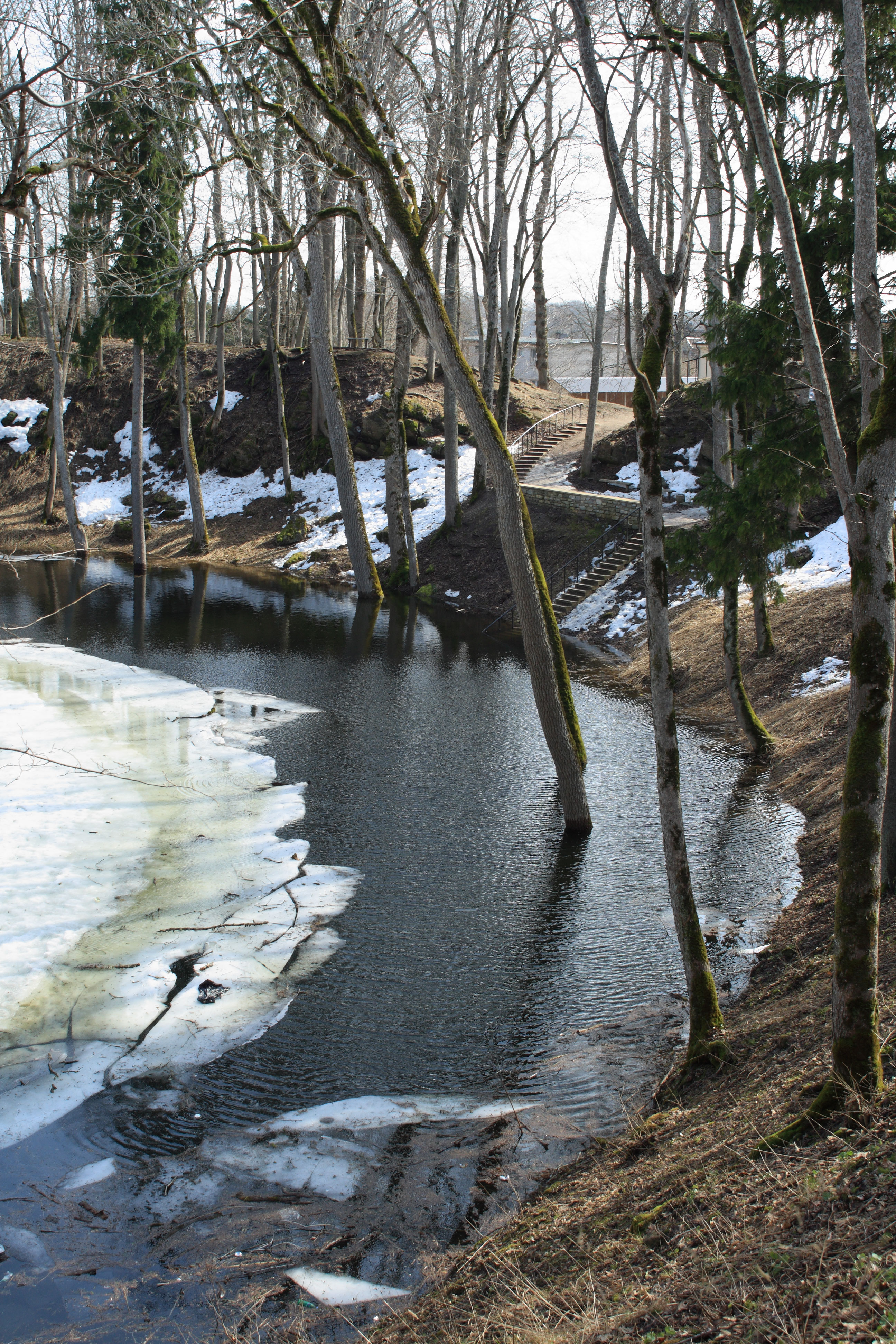
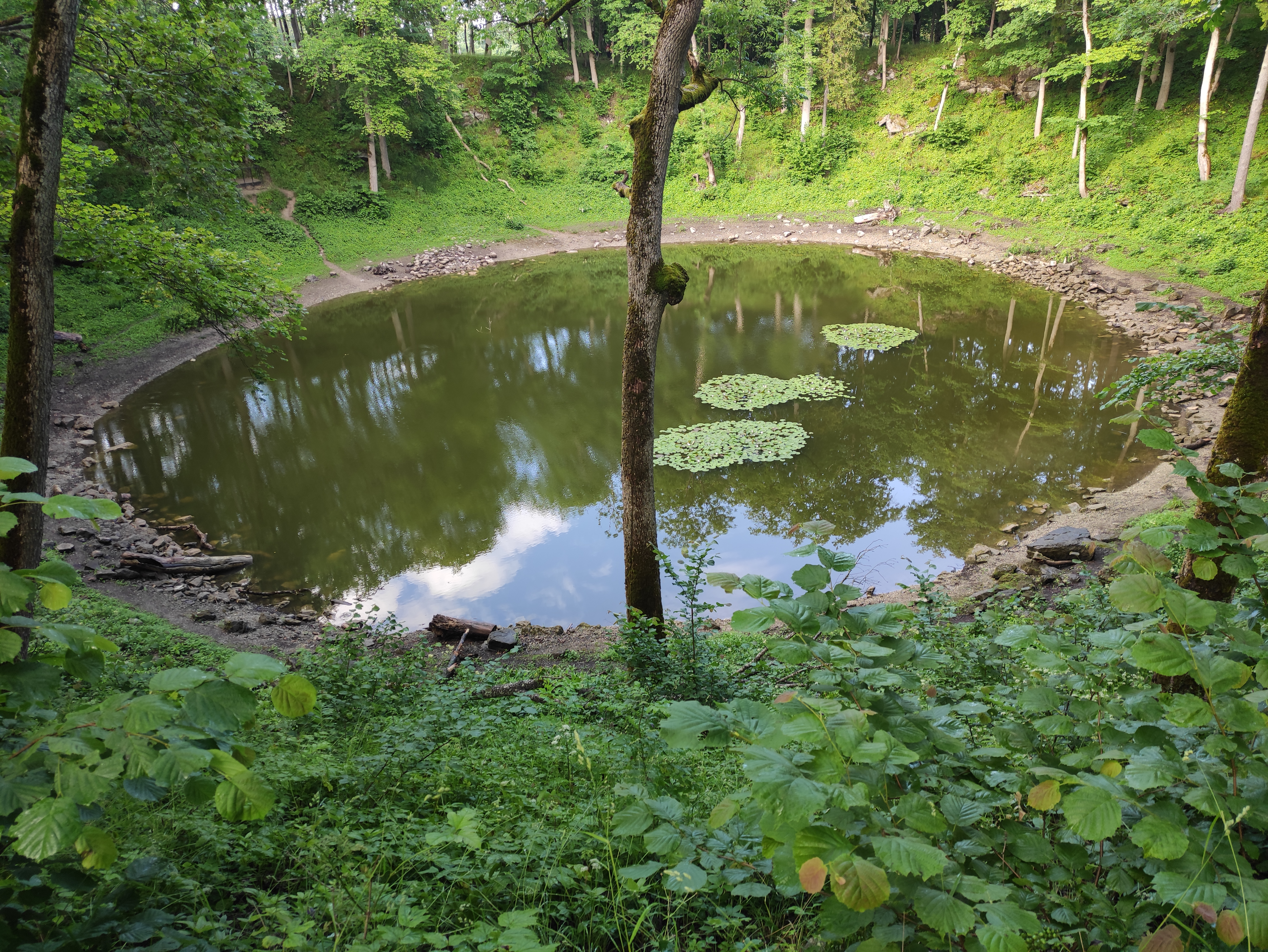
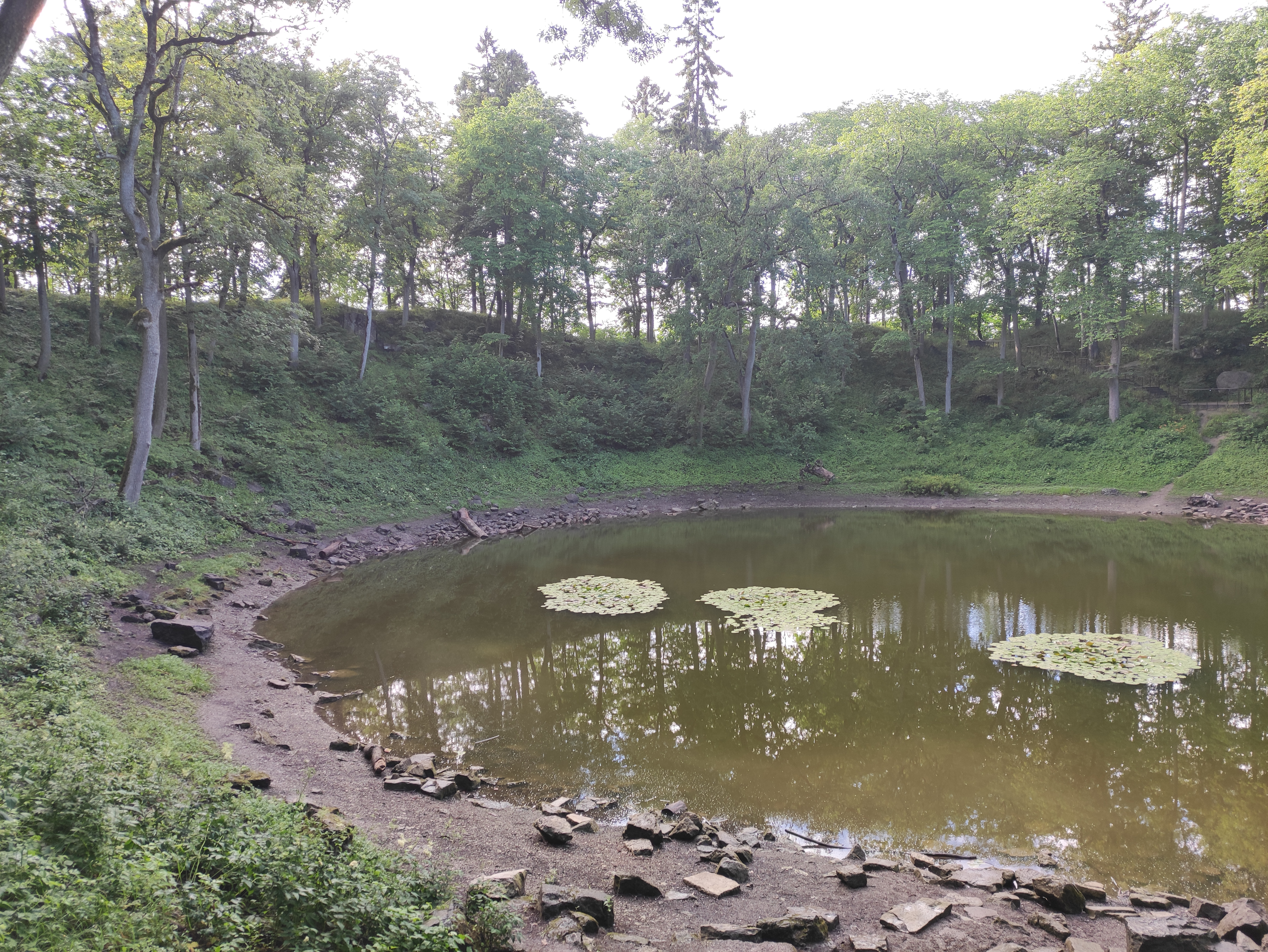
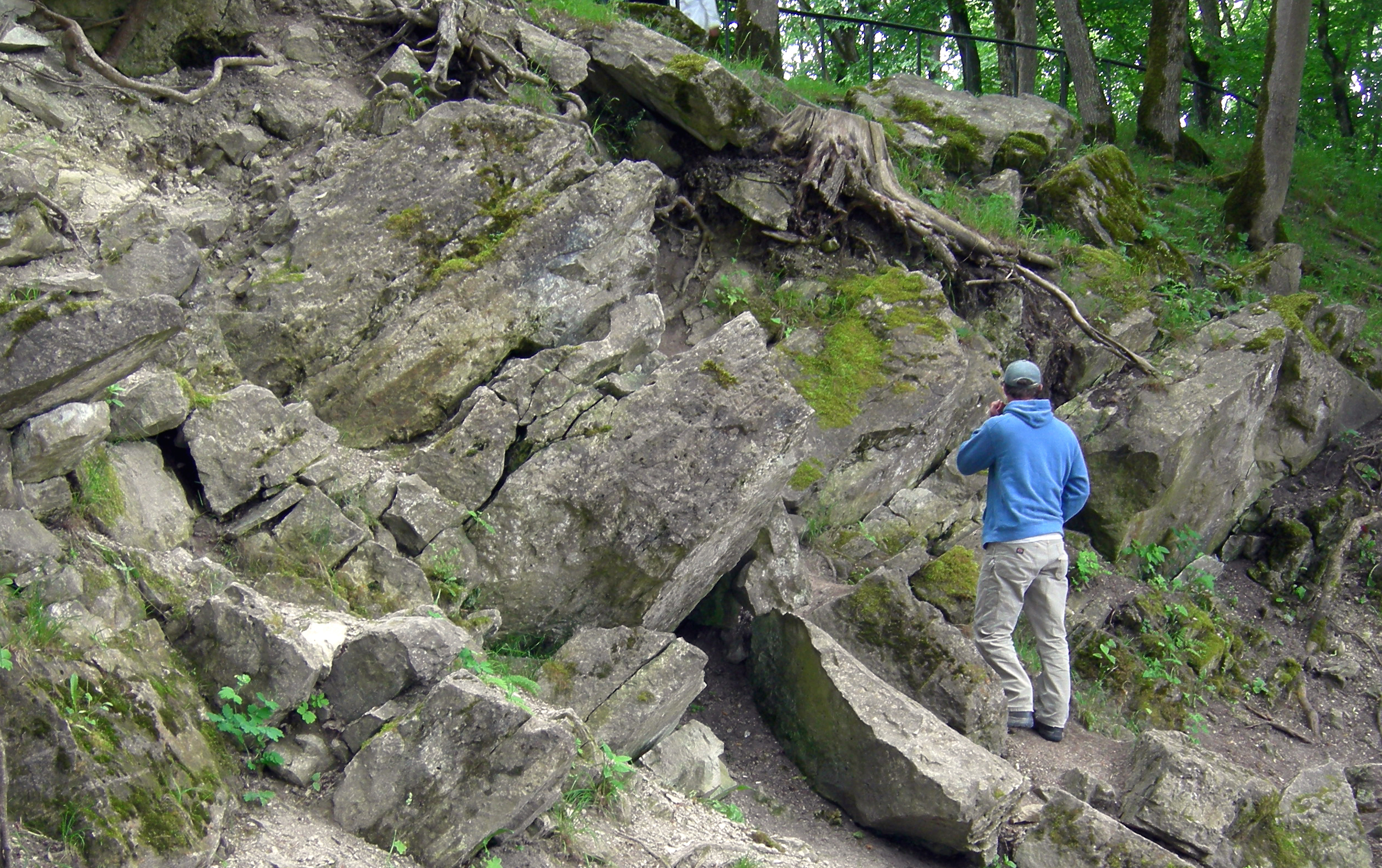
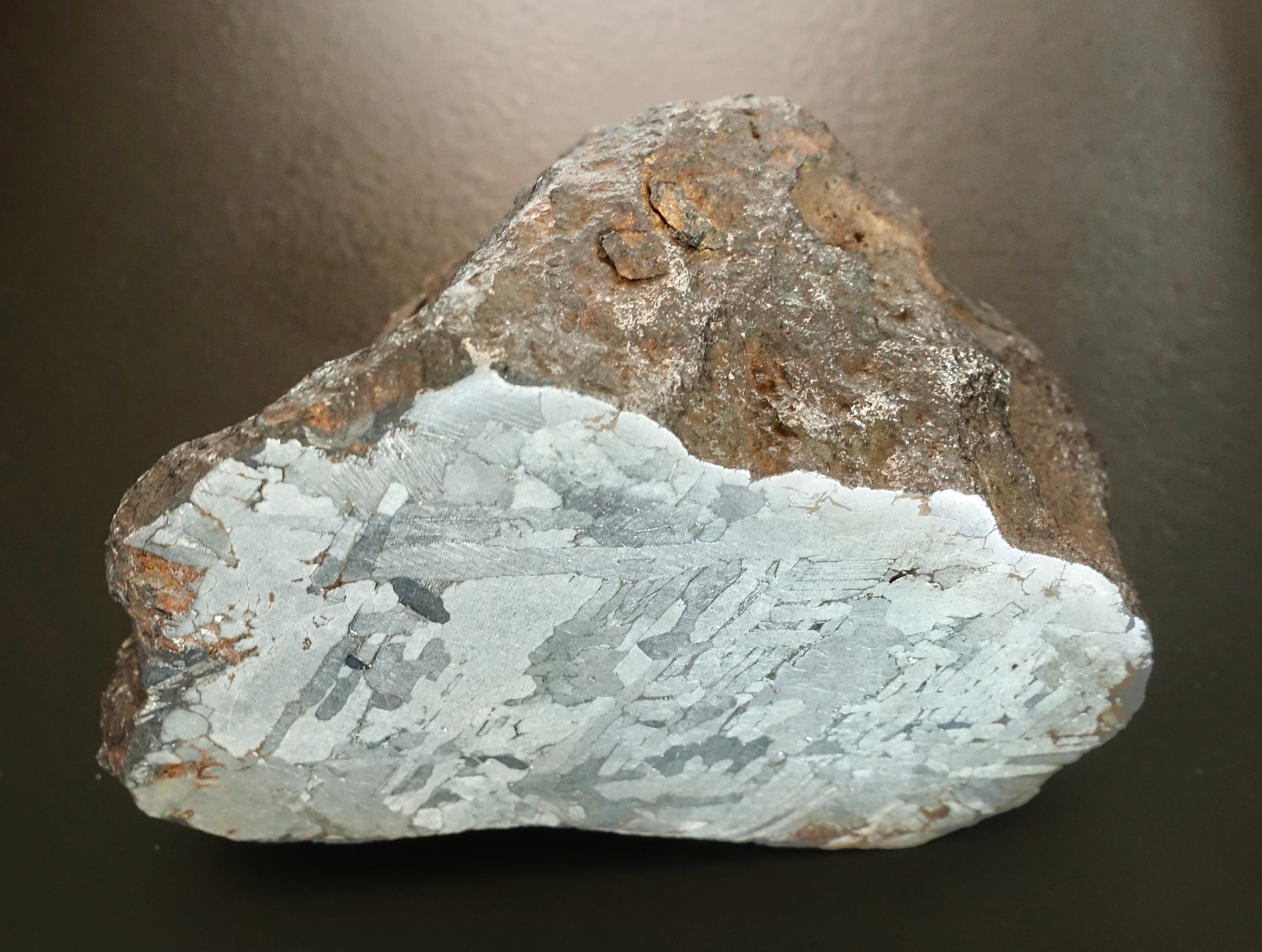